# Кливидж
Кли́видж (от англ. cleavage [ˈkliːvɪʤ] «вырез») — глубокий вырез в женской одежде от ключицы до груди и ниже. От декольте отличается тем, что плечи, как правило, остаются прикрытыми тканью. Может быть U-образным, V-образным, Ʌ-образным, Y-образным, О-образным, 8-образным и иметь другие промежуточные разновидности. Одежда с кливиджем (платье или обтягивающий костюм) особенно распространена в странах Запада. Функционально предназначен для нормальной вентиляции женского тела в жаркую погоду на улице и в душных помещениях, а также облегчения дыхательной компрессионной нагрузки, создаваемой на грудь консервативными вариантами платья (способствует более глубокому вдоху, интенсификации кровообращения и рекомендуется профессиональными маммологами для профилактики женских заболеваний, связанных с ношением тесной облегающей одежды). Как элемент индивидуального стиля призван подчеркнуть изящность форм его обладательницы.

## История

### Древность
Корни моды на кливидж уходят далеко в прошлое, — одежда с разрезом, симметрично обнажающим часть бюста в обе стороны от него известна женской половине человечества с глубокой древности. Раскопки в Кноссе показали, что крито-микенские модницы XXX—XII веков до н. э. имели обнажавший грудь вырез на своих платьях (см. богиня со змеями).
Египетский калазирис обычно шился с широкими бретелями, но иногда изготавливалась цельнокроеная рубашка с широким вырезом на груди.

### Средневековье и Новое время

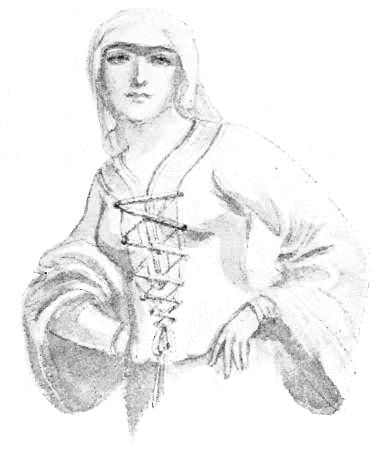
Кливидж известен уже с раннего средневековья

Классический кливидж до груди на застёжках и без, в современном понимании, как элемент женской одежды, возник в Западной Европе в Средневековье и получил развитие в период Ренессанса вместе с модой на стягивающие талию корсеты и другие элементы женского платья, в видоизменённом виде дошедшие до наших дней. Первоначально, он был едва заметным, постепенно становясь всё более фривольным и откровенным. Особенно популярным кливидж, как эффективное средство привлечения мужского внимания, стал среди девушек и молодых женщин крестьянок, тружениц рабочего класса и представительниц низших социальных классов, а равно и простонародья в целом, в то время как в верхах долгое время царили консервативные нравы в одежде.
В XII веке во Франции наметилась мода на соблазнительные наряды, появились даже книги для модниц, содержащие указания относительно того как лучше преподнести обнажённые участки своего тела. Тем временем, средневековая католическая церковь называла кливидж «вратами ада», постановила всем католичкам делать кливидж на шнуровке и держать его туго зашнурованным. Влиятельный францисканский богослов и законоучитель Оливье Майяр проповедовал среди паствы и писал в своих богословских трактатах, что грешницы, повинные в обнажении кливиджа, будут «подвешены в аду за вымя». Указанные догматы были обязательными к выполнению для провинциальных жительниц, в то время как среди придворных дам и куртизанок при дворе Карла VII одежда с кливиджем уже тогда была распространённым явлением, — столь высокая протекция ограждала парижских модниц от преследования клерикальными властями и органами святой инквизиции, поскольку король имел множество фавориток и довольно прохладно относился к мнению духовенства относительно нравов царивших при его дворе.

### Современность
Одновременно с успехами сексуальной революции на Западе в 1960-е годы и чередой побед феминизма над консервативным патриархальным социальным строем, площадь кливиджа и других обнажаемых участков женского тела всё более увеличивалась. Наиболее воинственно настроенные представительницы движения за права женщин, после победы, проводимой ими политики в христианских странах, где отношение к происходившим переменам было отрицательным, но в то же время достаточно бесконфликтным, перешли в атаку на женскую одежду в мусульманском мире (в исламской традиции указанный элемент одежды именуется джуюбом и Коран строго воспрещает набожным мусульманкам демонстрировать его неприкрытым кому-либо, кроме мужа), требуя отмены хиджаба и прочих традиционных элементов одежды, которые по их мнению, призваны унизить женщину, указать ей «её место» в созданной мужчинами социальной иерархии. В странах светского ислама указанное табу было закреплено законодательно, согласно законодательной трактовке платья должны быть открытыми только на шее, чтобы женщина могла их свободно надевать и снимать, — эта трактовка была по-своему истолкована местными модницами и модельерами, в результате чего «шейный вырез» стал столь широким и просторным, что обнажал ещё и добрую часть груди. В Османской империи во исполнение указанного аята были созданы специальные полицейские подразделения («полиция мод»), патрулировавшие общественные места на предмет нарушения турчанками коранических предписаний в части обнажения груди сверх дозволенного местными толкователями священной книги, а также инспектировавшие базары и пункты торговли женской одеждой, — платья, нарушавшие законодательно дозволенные нормы, конфисковались и уничтожались, торговцы и швейные мастера штрафовались.

## В массовой культуре
Пионерами художественного увековечивания кливиджа в произведениях изобразительного искусства, не считая античных мастеров оставивших потомкам изображения на фресках, мозаиках и предметах быта, стали фламандские живописцы середины XVII века. Расцвет пришёлся на Золотой век голландской живописи: глубокий кливидж впервые был представлен как атрибут привлекательности для светских дам (до этого он изображался только как элемент платья простолюдинок).
В XX веке кливидж стал обязательным атрибутом обложек женских глянцевых журналов. По словам директора по вопросам моды в редакции «Космополитен»: «Ни одна обложка „Космо“ не выглядит завершённой без кливиджа». Даже женские персонажи видеорекламы и наружной рекламы вообще, комиксов и мультфильмов, куклы для девочек дошкольного и школьного возраста непременно наделяются этим атрибутом наряда. Современный западный кинематограф также не стал исключением. Брешь цензуры в части изображения кливиджа в рекламе была пробита уже в конце 1950-х годов — он стал позволителен, как и откровенные наряды типа бикини, но пупок и всё тело ниже его у девушек и женщин-моделей всё ещё должно было быть чем-либо прикрыто.
Женщины, предпочитающие в одежде стиль с наибольшим обнажением своего бюста и никаких других нарядов не признающие, получили на Западе прозвище «кливидж-дивы» (cleavage diva).

## Разновидности
Смотреть на кливидж — это как смотреть на солнце. Ты не можешь глазеть слишком долго, это слишком рискованно. Как только ты его узрел, ты отворачиваешься.
Оригинальный текст (англ.)Looking at cleavage is like looking at the sun. You can’t stare at it long, it’s too risky. You get a sense of it then you look away.— Джерри Сайнфелд
Ниже представлены некоторые разновидности кливиджа:

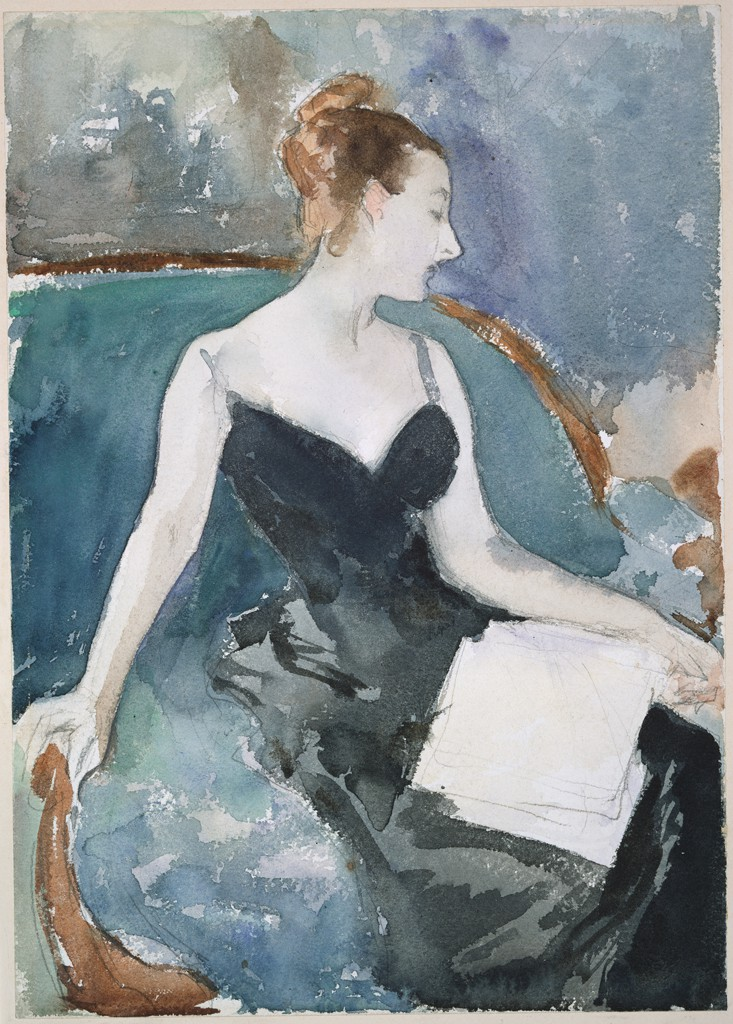
Кливидж мадам Готро увековеченный Джоном Сарджентом, был броским для XIX века[18][19] (Виржини Готро)
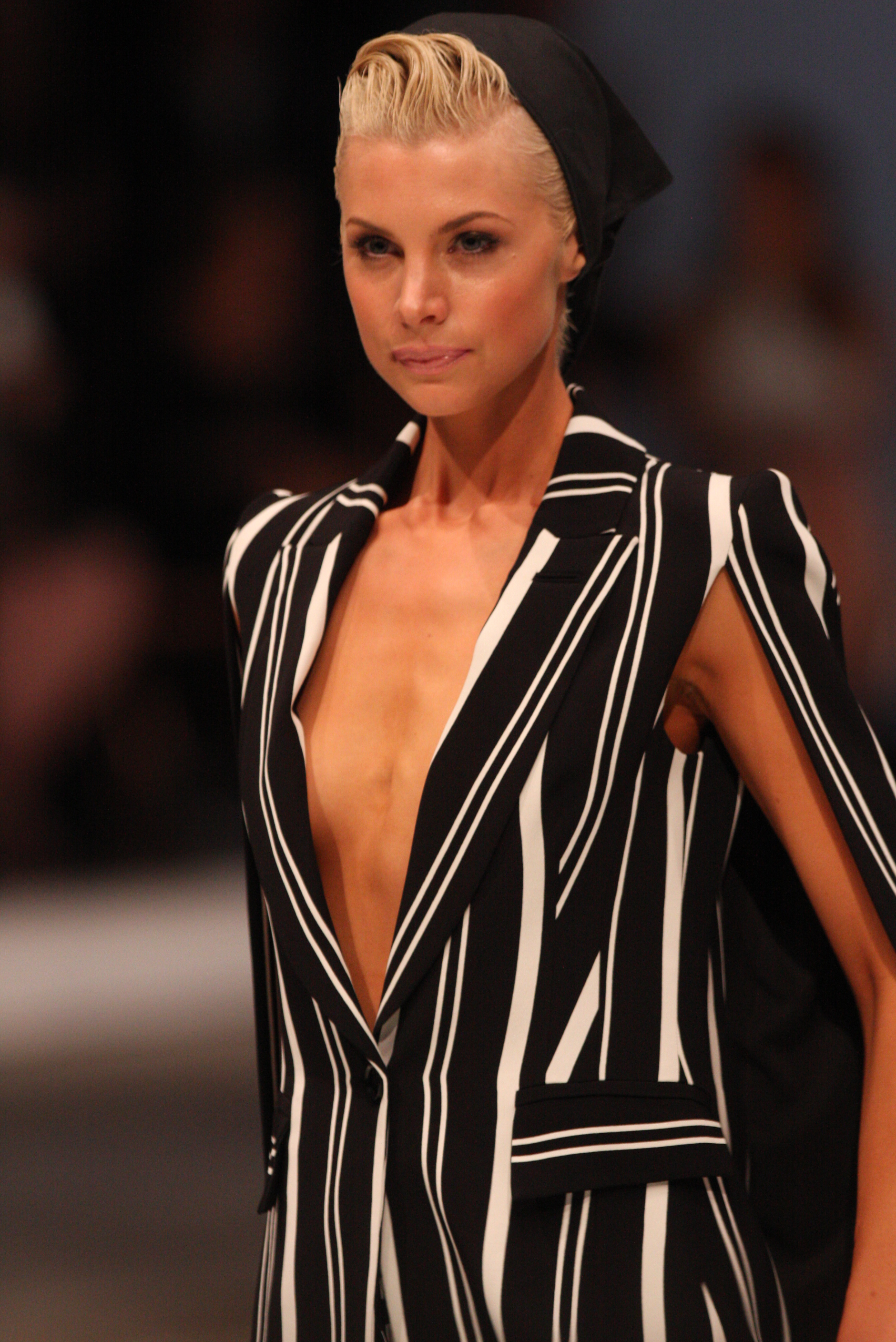
Высокая мода кливидж от-кутюр мода на кливидж проникла на высокий подиум в 1950-е[20] (Кейт Пек[англ.])
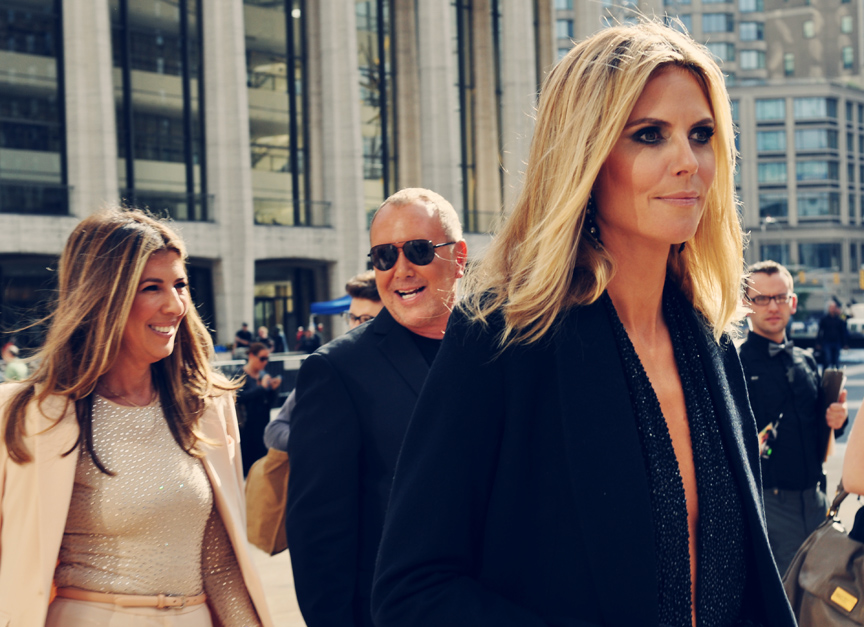
Бизнесвумен-кливидж стал элементом делового женского костюма на Западе недавно,[21] но прочно завоевал популярность, став элементом бизнес-стратегии вплоть до предвыборных кампаний[22][23] (Хайди Клум)
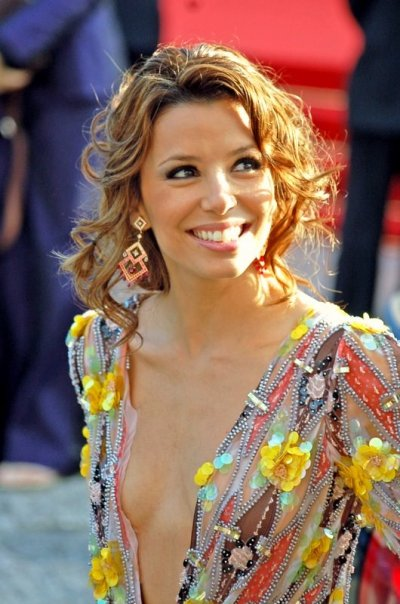
Биеннале-кливидж сочетает в себе пёстрые цвета с вшитым декором вроде цветов (Эва Лонгория)
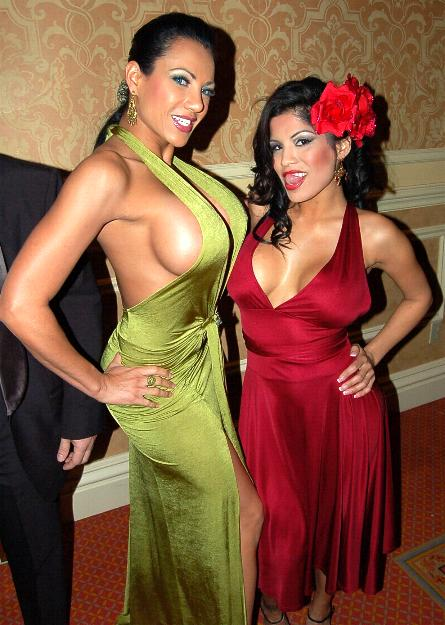
Сайд-кливидж придаёт особую привлекательность в профиль[24] (Эксотика Сото[исп.] и Алексис Амор)
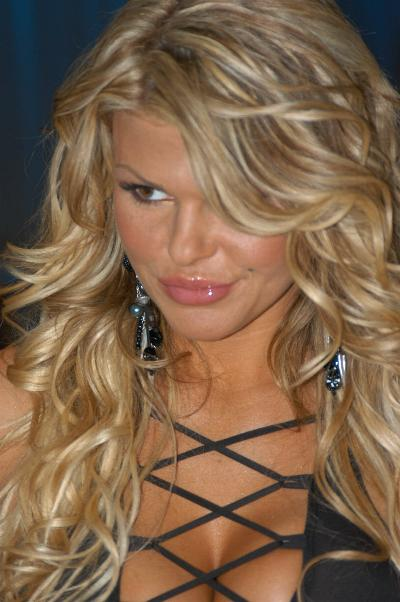
Кливидж до груди на шнуровке распространён в католических странах с раннего средневековья[7] (София Росси[англ.])
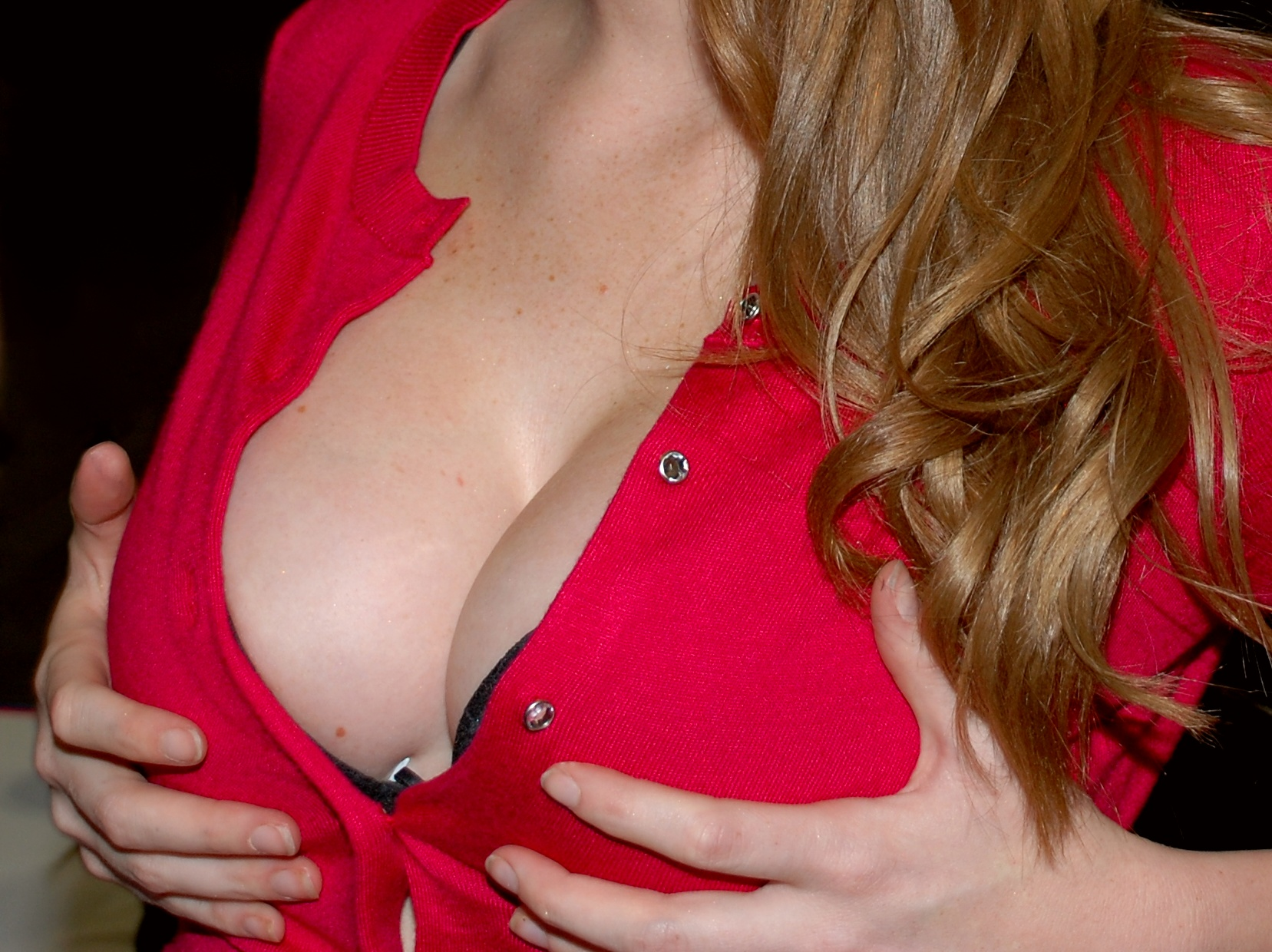
Кливидж до груди на пуговицах (Фэй Рейган)
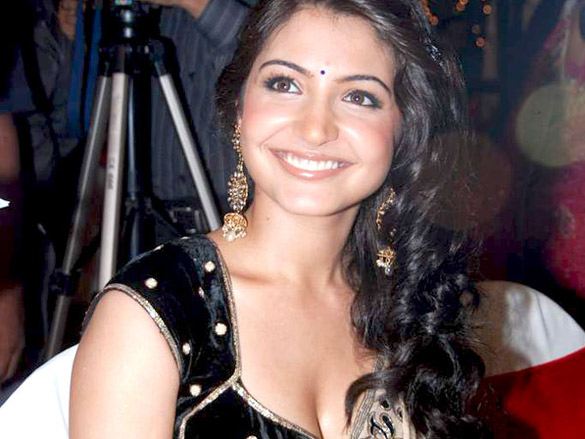
Кливидж до груди без застёжек (Анушка Шарма)
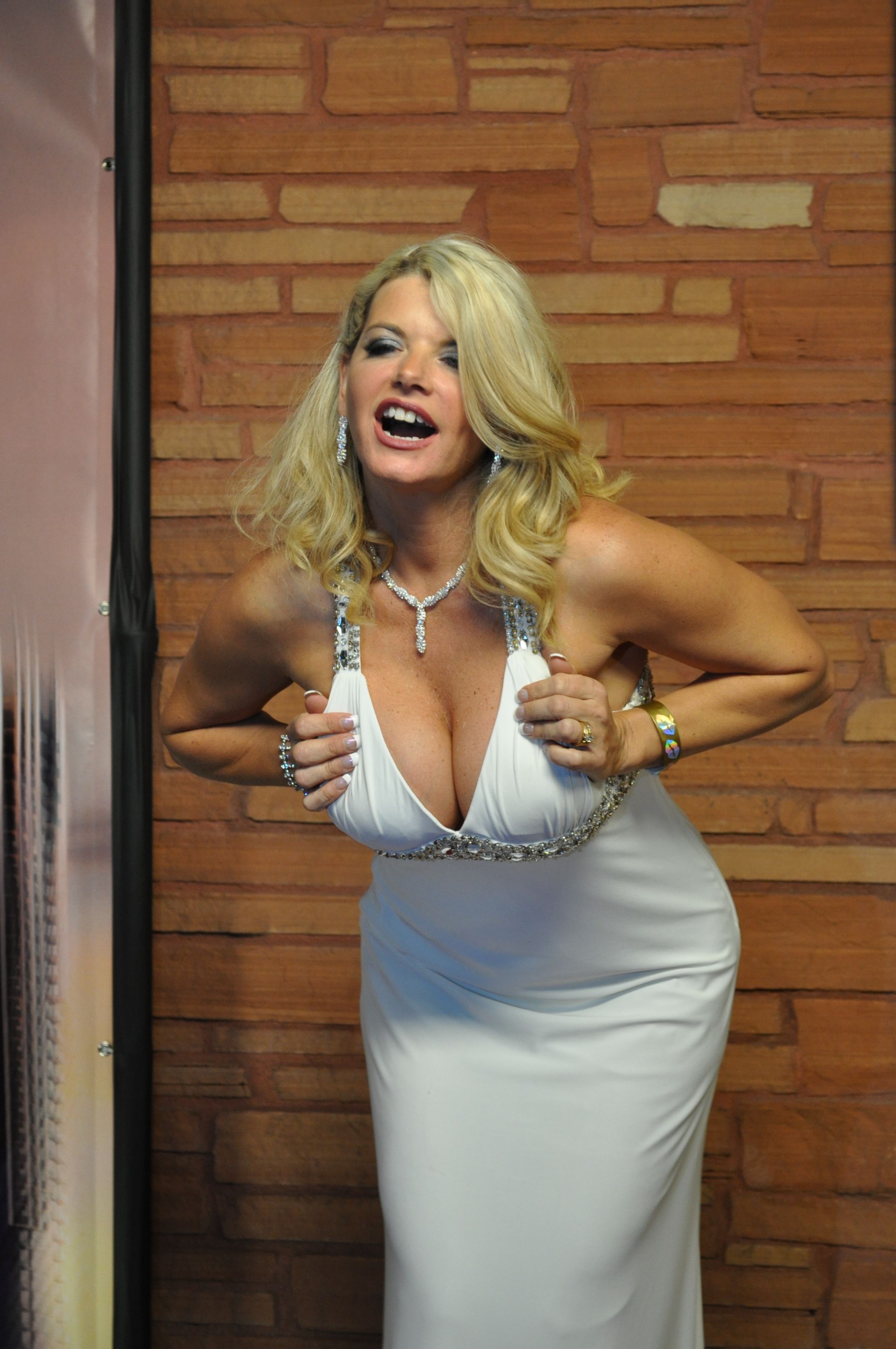
Кливидж до груди с бижутерией украшения по контуру призваны придать дополнительную привлекательность[25] (Вики Ветте)
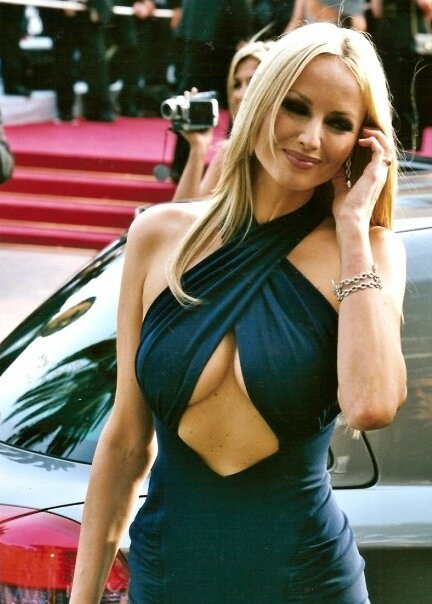
Ромбовидный кливидж внахлёст (Адриана Скленарикова)
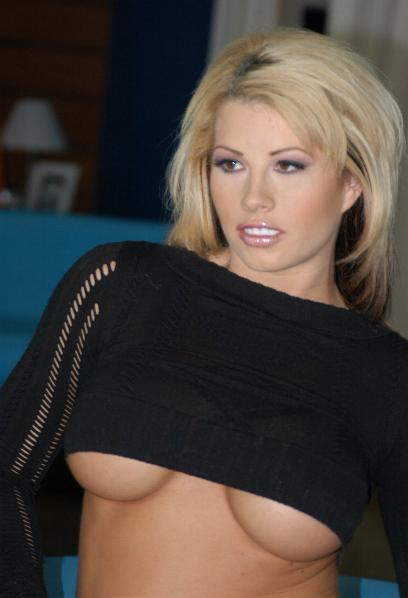
Нижний кливидж вошёл в моду в 1960-е благодаря модельеру Джону Бейтсу[англ.][26] (Брук Хейвен)
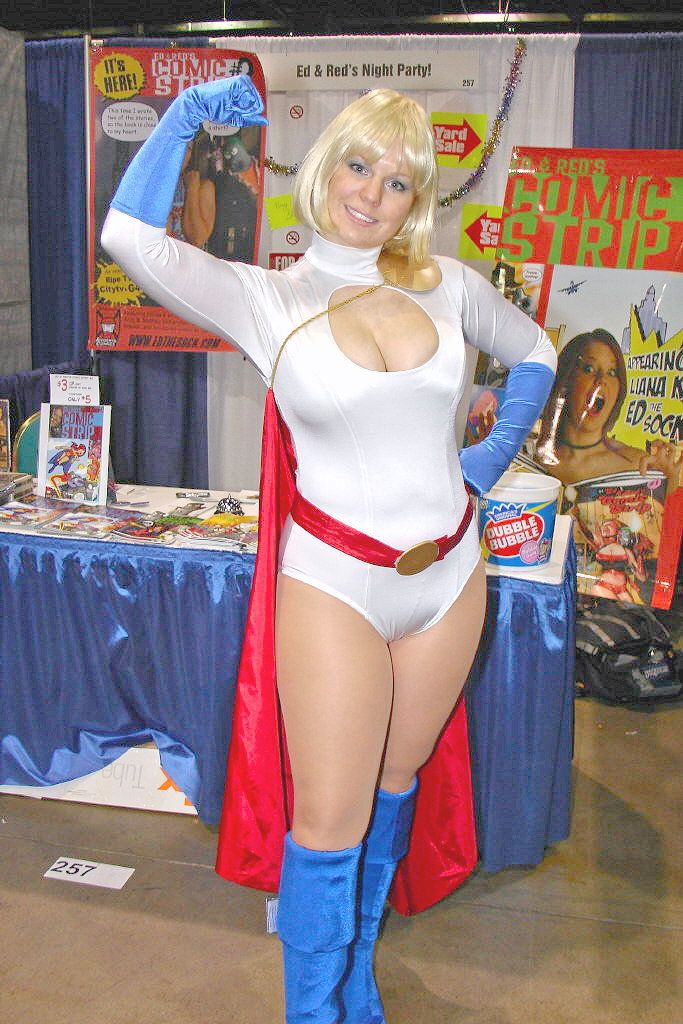
Круглый кливидж в стиле супергероини Пауэр Гёрл (Лиана Кей[англ.])
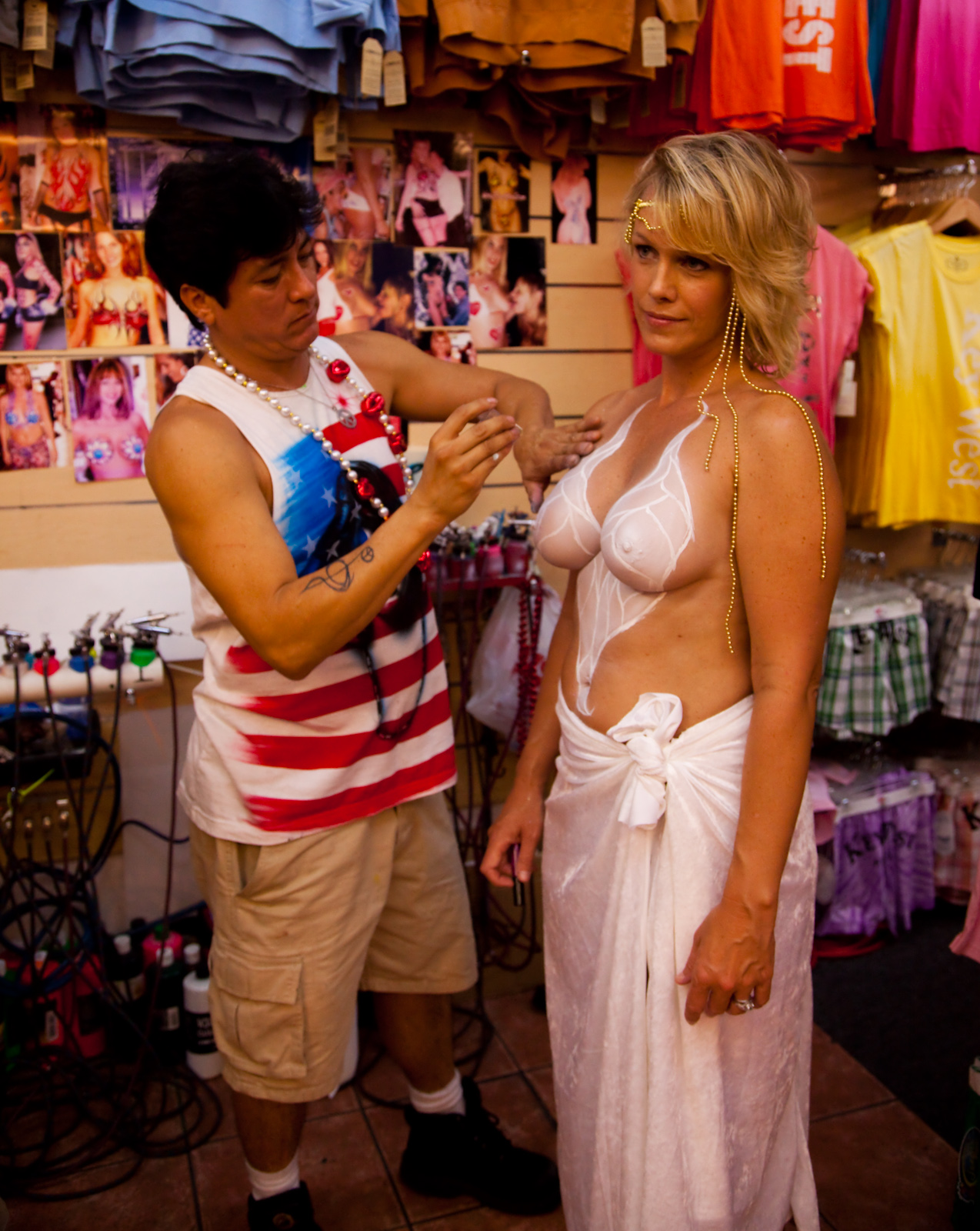
Боди-арт-кливидж в процессе нанесения на грудь
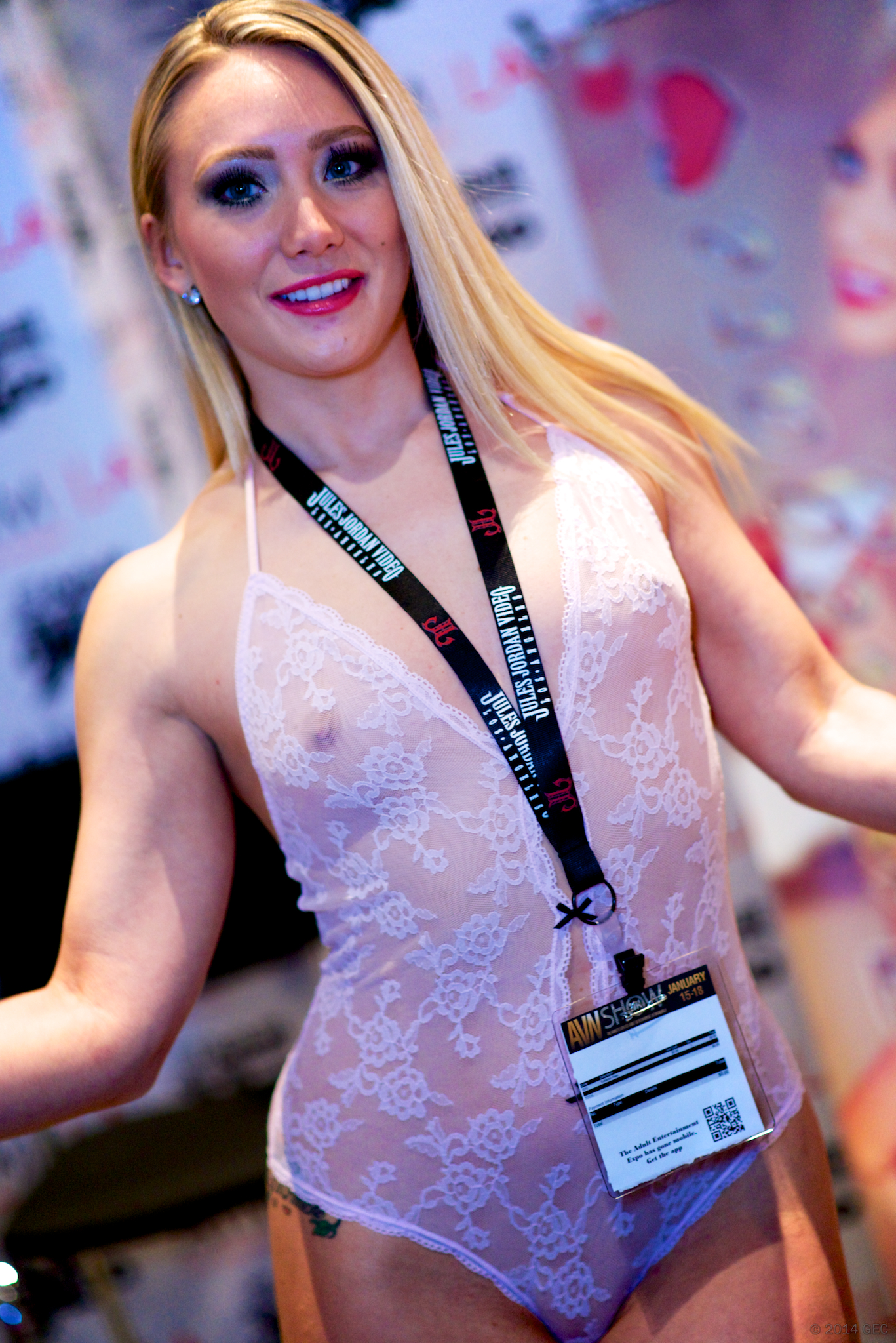
Кливидж-змейка с кружевами до пупка на прозрачной бра стал популярным в 1970-е благодаря дизайнерам Playtex[англ.][26] (Эй Джей Эпплгейт)
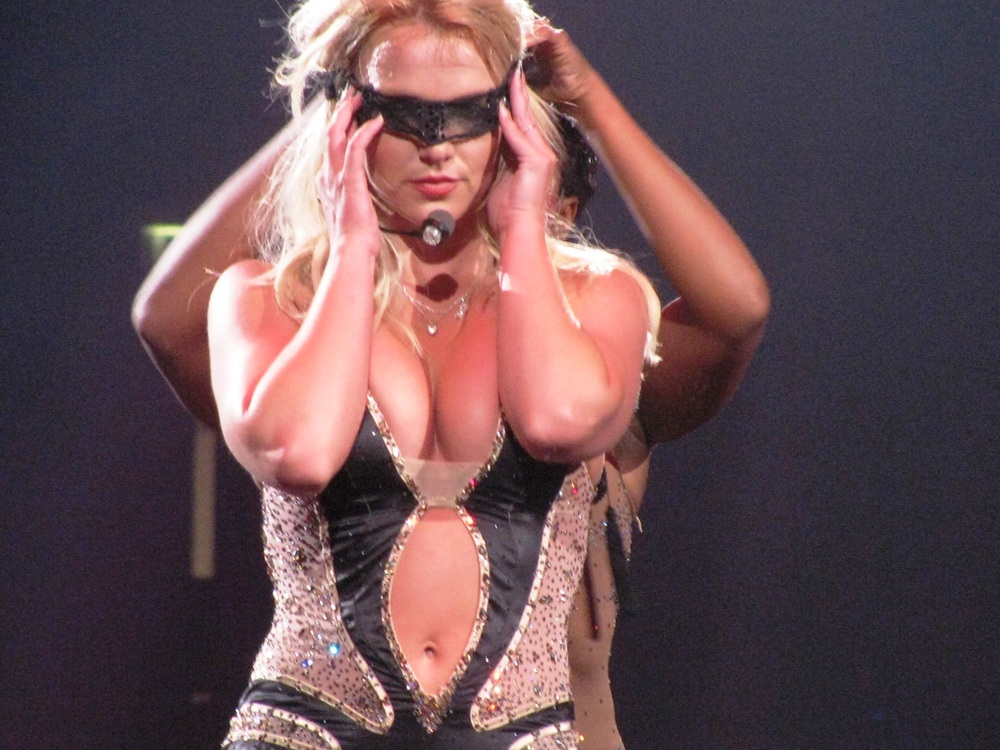
Кливидж-восьмёрка с открытым верхом до пупка (Бритни Спирс)
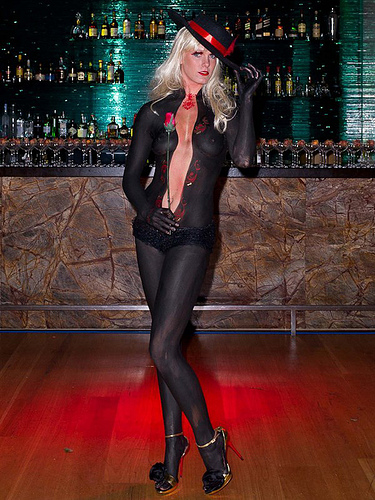
Эбони-боди-арт-кливидж ниже пупка современный вариант в стиле «альто-танго»

Для придания пышности может точечно применяться оттеняющая косметика или бронзатор.

## Праздники и фестивали
- Национальный день кливиджа (англ. National Cleavage Day) в Великобритании проводится в Лондоне в конце марта в рамках Национального фестиваля бюста (National Breast Fest) в специально отведенный день при поддержке международного производителя женской одежды «Вандербра», а также местных лондонских брендов типа Ann Summers. Среди именитых участниц праздника («Зал славы кливиджа» — Cleavage Hall of Fame) были Кэти Перри, Ким Кардашян и Бейонсе[30].
- Уикенд-фестиваль кливиджа (англ. Giada’s Weekend Cleavage Fest) в Италии проводится при поддержке бренда женской одежды «Джада».
- Национальный день кливиджа (англ. National Cleavage Day, аббр. NCD) в Южной Африке проводится ежегодно в марте или апреле при поддержке международного производителя женской одежды «Вандербра» и авторитетного издания в сфере моды «Космополитен».

Конкурсы на самый привлекательный кливидж проводятся в различных странах и в рамках других праздничных мероприятий.

## Комментарии
1. ↑  В англоязычной речи слово «кливидж» чаще употребляется как обывательское название sulcus intermammarius[англ.] — анатомического участка женского тела между правой и левой грудью (в значении «промежуток»), но термин «кливидж» в указанном выше значении применяется только по отношению к обнажённому участку бюста, хотя бы частично прикрытого тканью (либо эквивалентным покрытием, типа непрозрачной краски), — то есть конкретно как элемент одежды. Для полностью обнажённого бюста применяется термин «топлес» (topless), для женского бюста, обнажённого выше линии груди с непокрытыми плечами, употребляется термин «декольте» (décolletage)[1]. Строгий эквивалент в русском языке отсутствует, в других языках и культурах имеются свои собственные словесные эквиваленты (см. статью).
2. ↑  «И скажи женщинам, истинно верующим в Бога, чтоб опускали они взоры свои и охраняли плоть свою [от грехов]. И чтобы не выставляли напоказ красоту свою, помимо лишь того, что явно. И пусть набрасывают шаль на грудь. И пусть не выставляют красоту свою, кроме как для мужей своих…» (Коран 24:30, 31 (Кулиев)).
3. ↑  Применительно к данному процессу также употребляется выражение «кливидж-эджа́стинг» (cleavage adjusting, cleavage adjustment [by hand]).[29]